# Exalted
Exalted, in Deutschland unter dem Titel Die Hohen erschienen (in der deutschen Übersetzung nun eingestellt) und von Feder und Schwert vertrieben, ist ein High-Fantasy-Rollenspiel von White Wolf. Es ist stark von japanischen Manga und Anime beeinflusst. Konzipiert wurde es von Geoffrey C. Grabowski.
Die Spielercharaktere sind Auserwählte der Götter (z. B. der unbesiegten Sonne) und besitzen die Kräfte von Halbgöttern, Charismen genannt. Die Hohen leben im zweiten Zeitalter, Jahrhunderte nach dem gewaltsamen Untergang des ersten Zeitalters. Auch wenn die Sterblichen für die mächtigen Hohen keine Gefahr darstellen, haben sie viele mächtige Feinde: das Feenvolk, die Todesfürsten und die Wandelnden Toten. Die Hohen der Sonne (die von der Unbesiegten Sonne auserwählt wurden) werden von der Wylden Jagd, einer von den Drachenblütigen (weniger mächtigen Hohen) ins Leben gerufenen Organisation, gejagt und getötet.
Die Spielmechanismen von Exalted ähneln denen der Welt der Dunkelheit, das Spiel gehört jedoch nicht dieser Produktlinie an. Das Regelwerk verwendet zehnseitige Würfel und belohnt heldenhafte und cineastische Aktionen der Spieler.

## Geschichte

### Vor dem ersten Zeitalter
In wirklich ferner Vergangenheit kamen uralte Götter (Primordials) und schufen aus zwei der ihren (Gaia und Cytherea) die Welt und die 5 Elemente. Äonen durchstreiften sie diese und ein weiter Primordial, Authochton, erschuf fast alle weiteren Wunder, unter anderem die Vorlage für die Menschen (Mountainfolk), die Inkarna (Sonne, Mond, die 5 Planeten), den Himmel (Yushan), das Schicksal (Loom of Fate) und die Games of Divinity.
Den von ihm geschaffenen Göttern wurden Geasa (Schwüre) auferlegt, die ihnen unter anderem verbieten, ihren Schöpfern, den Primordials, zu schaden. Sie bekamen Pflichten in der Welt und sorgten dafür, dass die Primordials in Ruhe im Himmel zocken können.
Die genauen Motivationen sind unbekannt, aber Authochton entschied sich auf Anfrage der Sonne, den Inkarna Waffen zu schmieden, die Exaltations, mit denen sie in der Lage wären, die alten Götter zu erschlagen. Das Ende dieses Krieges war der Beginn des ersten Zeitalters, in dem die Exalted die Herrschaft über die Welt übernahmen und die Inkarna den Himmel.

### Ende des ersten Zeitalters
Die für das Schicksal ‚zuständigen‘ Exalted sahen einen großen Konflikt kommen, und wie eine selbsterfüllende Prophezeiung arbeiteten sie, um zu verhindern, was sie kommen sahen, genau darauf hin. Sie gingen ein Bündnis mit den schwächsten aller Exalteds ein, den Dragon Blooded, die sie als leichter zu manipulierende Werkzeuge ansahen als die Solaren, und erschlugen die bisher herrschenden Solaren, bevor diese verstehen konnten, woher der Angriff eigentlich kam. Die Waffen der Sonne wurden verbannt, was das Ende des glorreichen ersten Zeitalters besiegelte.
Danach kam eine Zeit von ca. 1000 Jahren, die als das Shogunat bekannt ist und deren Ende mittlerweile auch wieder knapp ein Jahrtausend her ist. Heute beginnen die Solaren wieder zu reinkarnieren und ihren ‚rechtmäßigen Platz‘ zurückzufordern ...